# Fanerozoik
| Eon Fanerozoika pred 541–0 milijoni let Fan. Proterozoik Arhaik Had |
| Geološka časovna lestvica-4500 —–-4000 —–-3500 —–-3000 —–-2500 —–-2000 —–-1500 —–-1000 —–-500 —–0 —HadArhaikProterozoikFanerozoikEoPaleoMezoNeoPaleoMezoNeoPaleoMezoKeno Merilo: milijoni let |

Fanerozóik je najmlajši in trenutno potekajoč eon v Zemljini zgodovini. Predstavlja obdobje vidnega življenja na Zemlji, ime namreč nakazuje na »vidno življenje«. Pričenja se pred približno 545 milijoni let v času pojava prvih živali z lupino, ki so pomenile začetek Kambrijske eksplozije, nenadnega vzcveta števila oblik življenja. Danes je zaradi narave te meje natančen začetek eona predmet razprav, saj je bila časovna meja določena v 19. stoletju na podlagi takrat znanih najstarejših fosilnih najdb, medtem ko so raziskave druge polovice 20. stoletja prišle do odkritij starejših fosilov iz časa proterozoika. Uveljavljena je klasična meja med predkambrijskimi eoni (zadnji pred fanerozoikom je proterozoik) in fanerozoikom na osnovi pojava prvih trilobitov ter nekaterih luknjičark, mnogokrat pa sta navedeni tudi dve drugi časovni točki, ki slonita na pojavu nekaterih drugih živalskih vrst. Te tri ocene se med seboj razlikujejo za nekaj milijonov let.
Fanerozoik je razdeljen na tri zemeljske veke: paleozoik oziroma stari zemeljski vek, mezozoik ali srednji vek ter kenozoik oziroma novi vek. V starejši literaturi je moč zaslediti fanerozoik kot obdobje, ki je predmet zanimanja paleontologije, a je danes tako označevanje redko.
Obdobje fanerozoika obsega množico pomembnih geoloških in bioloških procesov. V njegovem času so se svetovne celine premikale po površju ter združile v superkontinent Pangeo ter nato razpadle na več celin, kakršne je videti danes. Na zemeljskem površju so se iznenada pojavile mnoge vegetacijske oblike in se razvile v še večjo množico vrst; sledil je nastanek preprostih kopnih rastlin in razvoj v kompleksne zasnove. Posledica evolucije so bile tudi ribe in kasneje stare kopenske živali ter naposled moderne živalske vrste.